# حديقة دبي المعجزة
حديقة دبي المعجزة (بالإنجليزية: Dubai Miracle Garden)‏ هي حديقة زهور تقع بمنطقة دبي لاند، دبي، الإمارات العربية المتحدة. تم إطلاق الحديقة في يوم عيد الحب في عام 2013  بمساحة أكثر من 72,000 متر مربع ( 780,000 قدم مربع)، مما يجعلها أكبر حديقة للزهور الطبيعية في العالم حيث يضم أكثر من 150 مليون زهرة مزروعة و120 نوع من الزهور.
في أبريل 2015، فازت الحديقة بجائزة موزيل لأفضل تجارب الحدائق الجديدة لهذا العام في حفل جوائز سياحة الحدائق.

## الإنشاء
تأسس أول مشروع لحديقة الزهور بموجب الاتفاق بين دبي لاند ووجهة مجموعة دبي العقارية ، وقد تم تطوير المشروع بموجب اتفاق مع شركة عقار لتنسيق الحدائق والزراعة، بقيادة رجل الأعمال الأردني عبد الناصر رحال. بلغت تكلفة المشروع 40 مليون درهم (11 مليون دولار) ، تم الانتهاء من المرحلة الأولى من المشروع وافتتح في فبراير 2013 والتي تضم مساحة 21,000 قدم مربع في الهواء الطلق يرافقها تصميم خاص، استغرق تطوير المرحلة الأولى شهرين وبمشاركة 400 عامل، المرحلة الثانية من المشروع بدأت في منتصف يونيو 2013، وتم الانتهاء منها في أكتوبر 2013 حيث شملت عملية التوسيع بنسبة 70 في المئة من الأرض الذي مساحته 21,000 قدم مربع وبناء 850 الف قدم مربع موقف سيارات متعدد الطوابق، والتي زادت الآن المساحة الإجمالية من الحديقة إلى مليوني قدم مربع وتشمل المرحلة الثانية من التطوير أيضا إضافة ساعة الزهور، وحديقة الفراشة، ومحلات البيع بالتجزئة والمساجد.
الحديقة تكون مفتوحة من أكتوبر إلى أبريل وتظل مغلقة من يونيو إلى سبتمبر بسبب ارتفاع درجات الحرارة بمتوسط 40 درجة مئوية (104 درجة فهرنهايت) ، يتم الحفاظ على الزهور عن طريق إعادة استخدام المياه من خلال طريقة الري بالتنقيط بمتوسط كمية 757,082 لتر من المياه يوميا. في عام 2015 افتتحت الحديقة في دبي حديقة الفراشات في دبي، مع أكثر من 15,000 فراشة من 26 نوعا، وتشمل عوامل الجذب الأخرى في الحديقة ساعة الأزهار، والطاووس، وحديقة الفراشات، والحديقة العطرية.

## أهم معالم حديقة دبي المعجزة

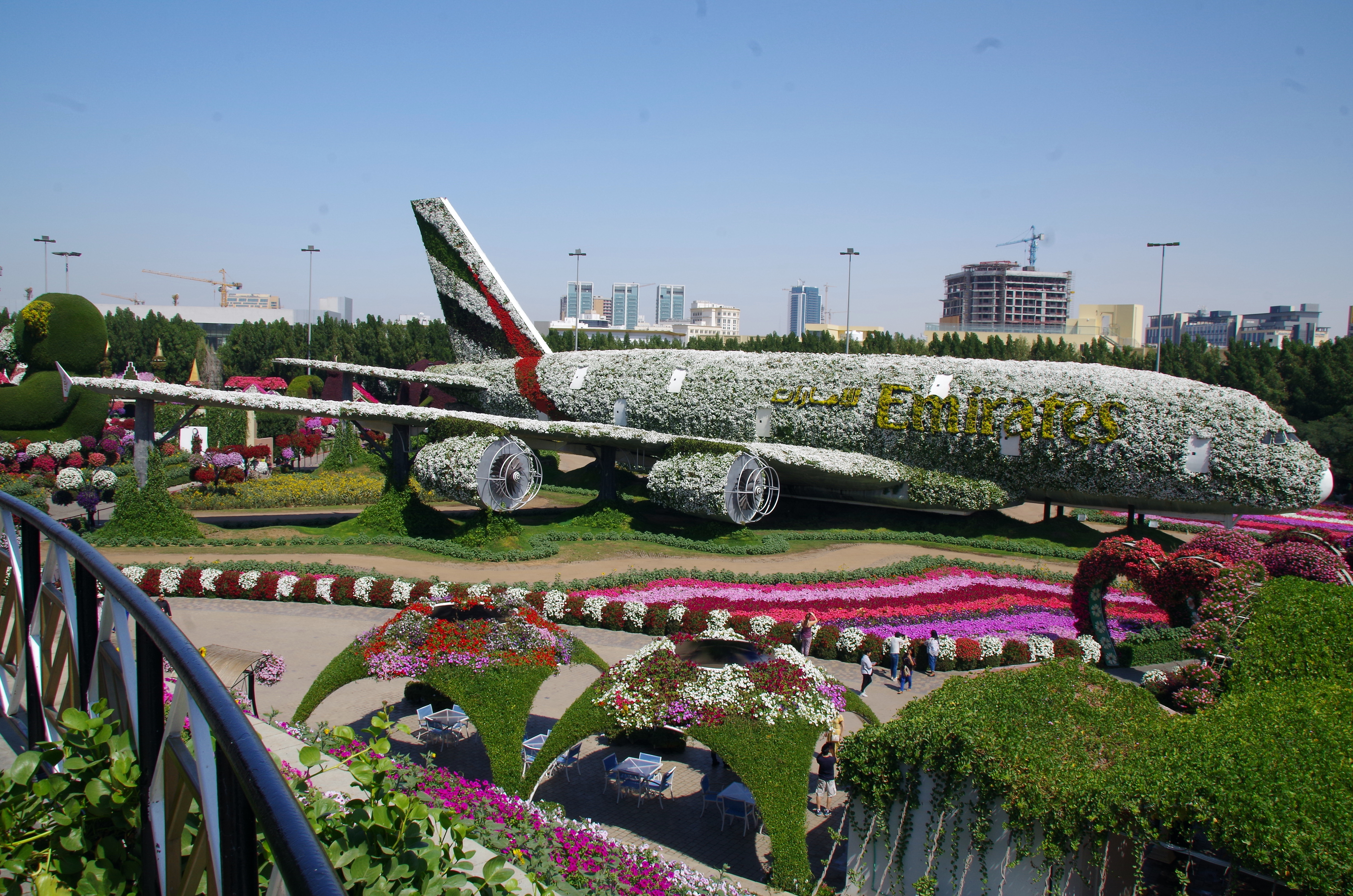
مجسم الطائرة المصنوع من الزهور

- مجسم الطائرة المصنوع من الزهورمجسم الطائرة: لطائرة من نوع إيرباص إيه 380 مصنوع من أكثر من 500000 زهرة نضرة ونبتة حية. وتعتبر هذه الطائرة المصنوعة من الأزهار بالحجم الطبيعي أحد أهم وأجمل المعالم في الحديقة، كما أنها تعتبر أكبر مجسم ضمن الحديقة.

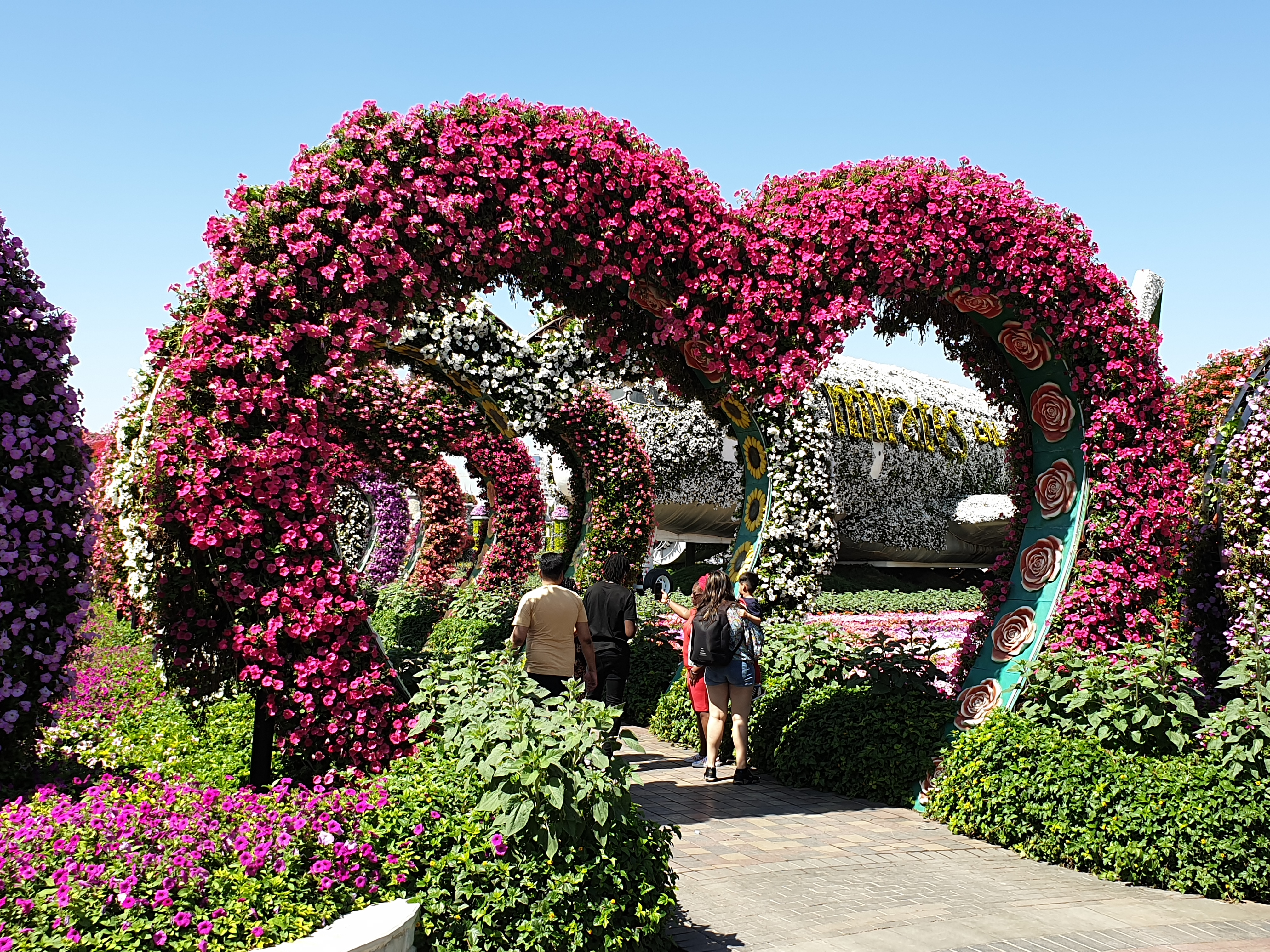
ممر القلوب

- ممر القلوبممر القلوب: وهو عبارة عن ممر مكون من مجموعة من القلوب المتجاورة، صمم كل قلب من نوع معين من الزهور، مما يعطي الممر جمالاً ساحراً بألوان جذابة وروائح عطرة تملأ الممر.
- المجسمات ثلاثية الأبعاد: تحتوي حديقة دبي المعجزة على عدد كبير من المجسمات الجميلة المصنوعة من الأزهار الملونة والتي تعتبر جزءاً مهما من الحديقة، ومن هذه المجسمات مجسم السيدة العائمة وتيدي بير ومجسمات البيوت و الفلل وغيرها الكثير.
- مجسم برج خليفة
- ممر المظلات
- البحيرة
- قلعة الأزهار
- ساعة الزهور
- كما توجد في الحديقة أماكن مخصصة للجلوس والراحة والاسترخاء.[13][14]

- ديزني أفينيو[15]
- حقل دوار الشمس[15]
- هيل توب: مرفق يتيح استكشاف الزهور والأشجار النادرة [15]

## الاستدامة
قامت حديقة دبي للزهور بإطلاق مجموعة من المبادرات الصديقة للبيئة تماشياً مع أهداف دبي الخاصة بالاستدامة ومن هذه المبادرات أنظمة الري الحديثة التي تعمل على توفير المياه، والإضاءة المتطورة التي تعمل بالطاقة الشمسية، بالإضافة إلى برنامج إعادة تدوير النفايات العضوية لإستخدامها كسماد لتغذية الزهور في المواسم اللاحقة.

## أصحاب الهمم
تراعي حديقة دبي للزهور أصحاب الهمم حيث تمتاز المسارات بأنّها سلسة ومراعية لمستخدمي الكراسي المتحركة وتتيح لهم استكشاف الحديقة بسلاسة كما توفّر حمّامات مراعية لأصحاب الهمم وعربات تنقّل صغيرة.

## الجوائز
- 2013 شهادة الرقم القياسي في موسوعة غينيس للأرقام القياسية كأكبر حديقة رأسية في العالم.[18]

- 2015 حصلت دبي ميراكل غاردن على جائزة سياحة الحدائق العالمية عن فئة حديقة العام لأحدث تجربة للحدائق المتميزة وذلك ضمن برنامج الجوائز التي تنظمه الشبكة العالمية للحدائق السياحية في مدينة تورنتو الكندية.[19]
- 2016 شهادة الرقم القياسي من موسوعة غينيس للأرقام القياسية بأكبر مجسم من الزهور في العالم عن مجسم طائرة الإمارات "إيرباص A380".[20]
- 2017 جائزة الحديقة السياحية المميزة من مجلس حدائق كندا ضمن مؤتمر الحدائق السياحية لأمريكا الشمالية.[18]
- 2017 الجائزة الكبرى للتصميم التجاري من المؤسسة الوطنية للحدائق الاحترافية في بريطانيا.[18]
- 2018 شهادة الرقم القياسي في موسوعة غينيس للأرقام القياسية عن أطول مجسم نباتي مدعم في العالم عن مجسم من الزهور لشخصية ميكي ماوس بطول 18 متراً.[18]
- وفي عام 2018، حصلت على "جائزة موسيل" المرموقة لأجمل حديقة زهور في العالم وحصلت على لقب "أفضل منطقة جذب" من قبل مجلس الترفيه والجذب في الشرق الأوسط وشمال أفريقيا.[21]
- وفي عام 2019، حققت الحديقة رقماً قياسياً في موسوعة غينيس للأرقام القياسية لأكبر تركيب زهري ، حيث نالت تركيبتها الزهرية من طراز إيرباص A380  اعترافًا عالميًا.[21]
- تم تكريمها كـ "نقطة الجذب السياحي الرائدة في الشرق الأوسط" في حفل توزيع جوائز السفر العالمية لعام 2020[21]
- حصلت على "جائزة دبي للسياحة المستدامة" لمساهمتها البارزة في ممارسات السياحة المستدامة في المنطقة.[21]

## معرض الصور

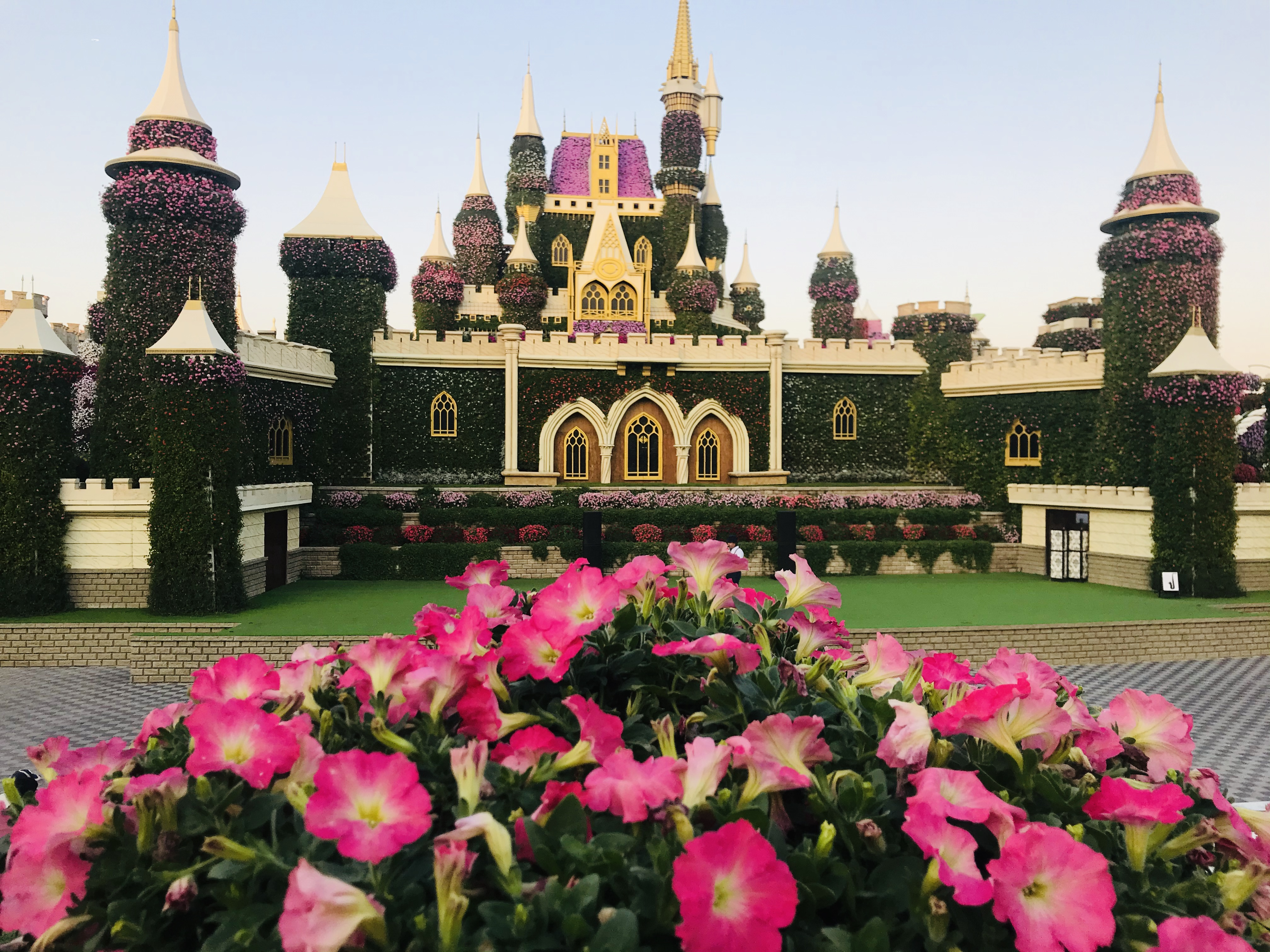
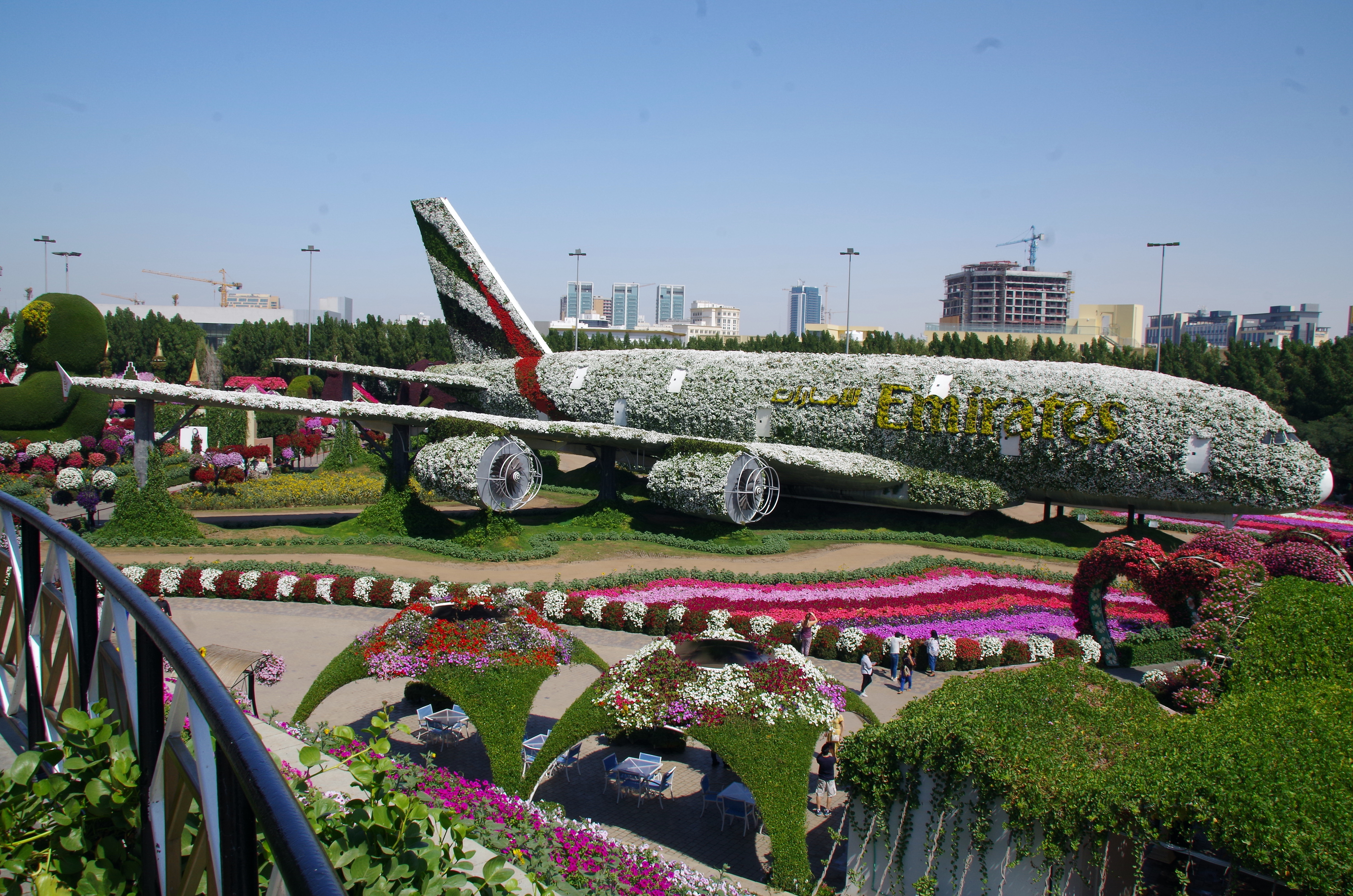
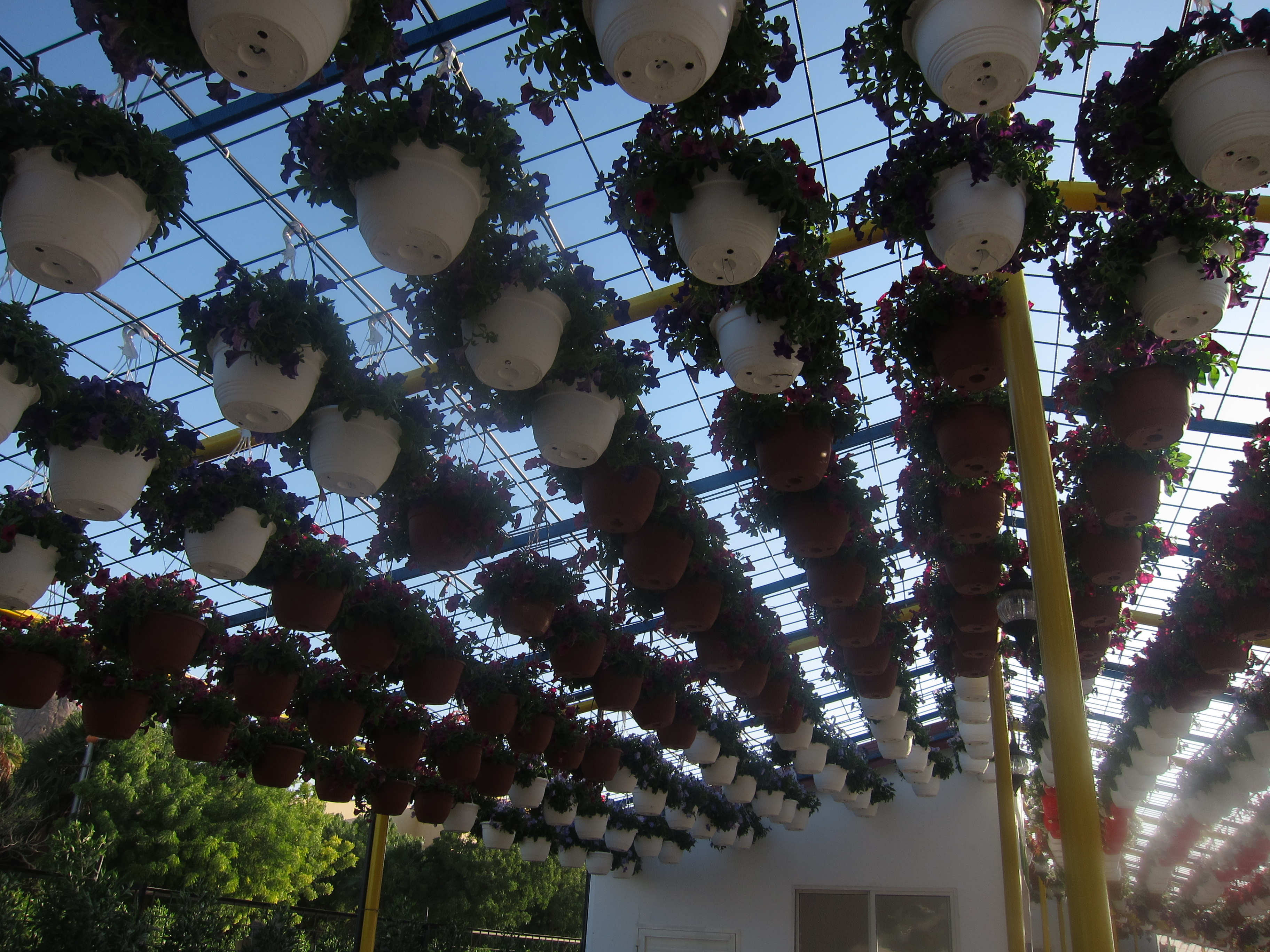
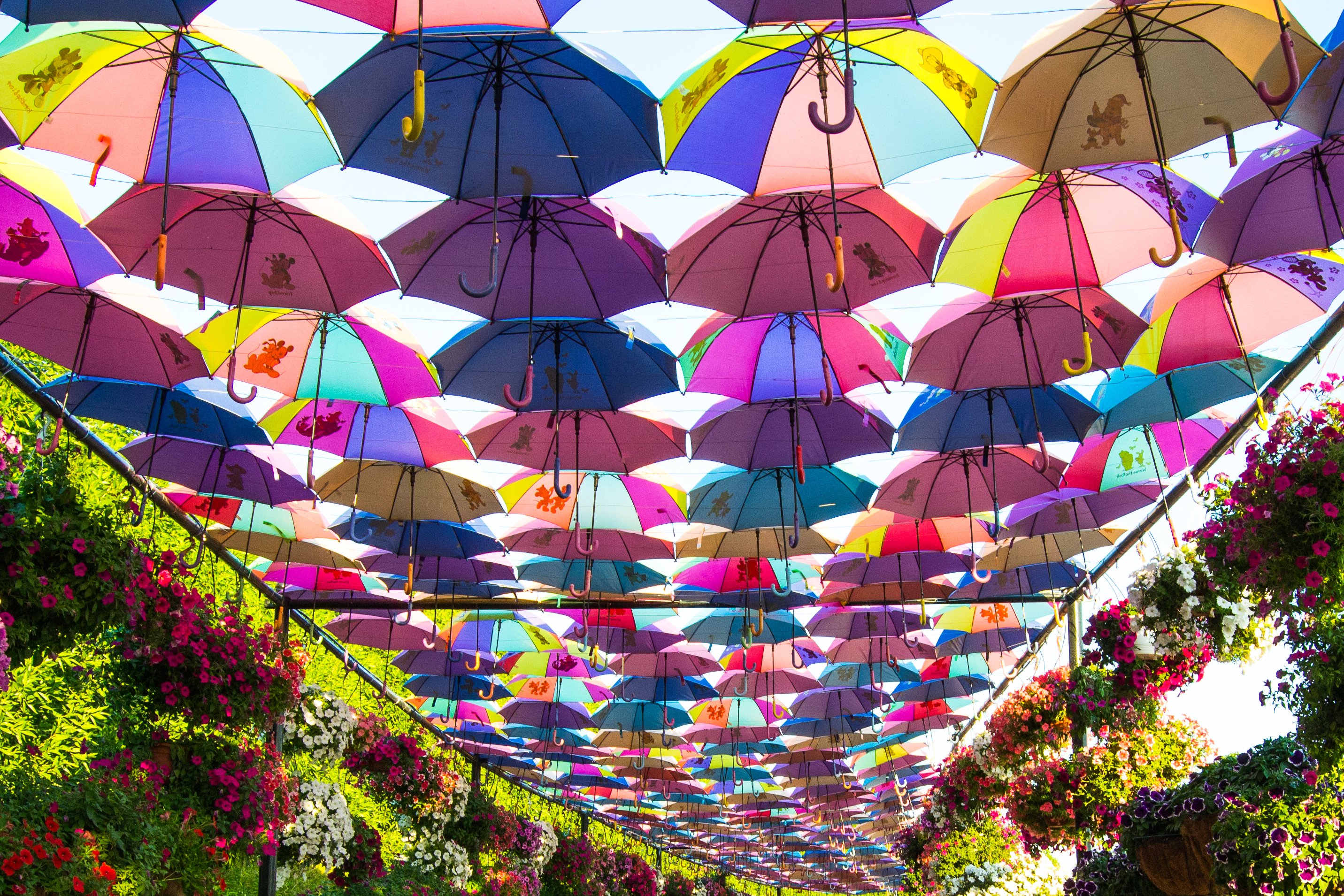
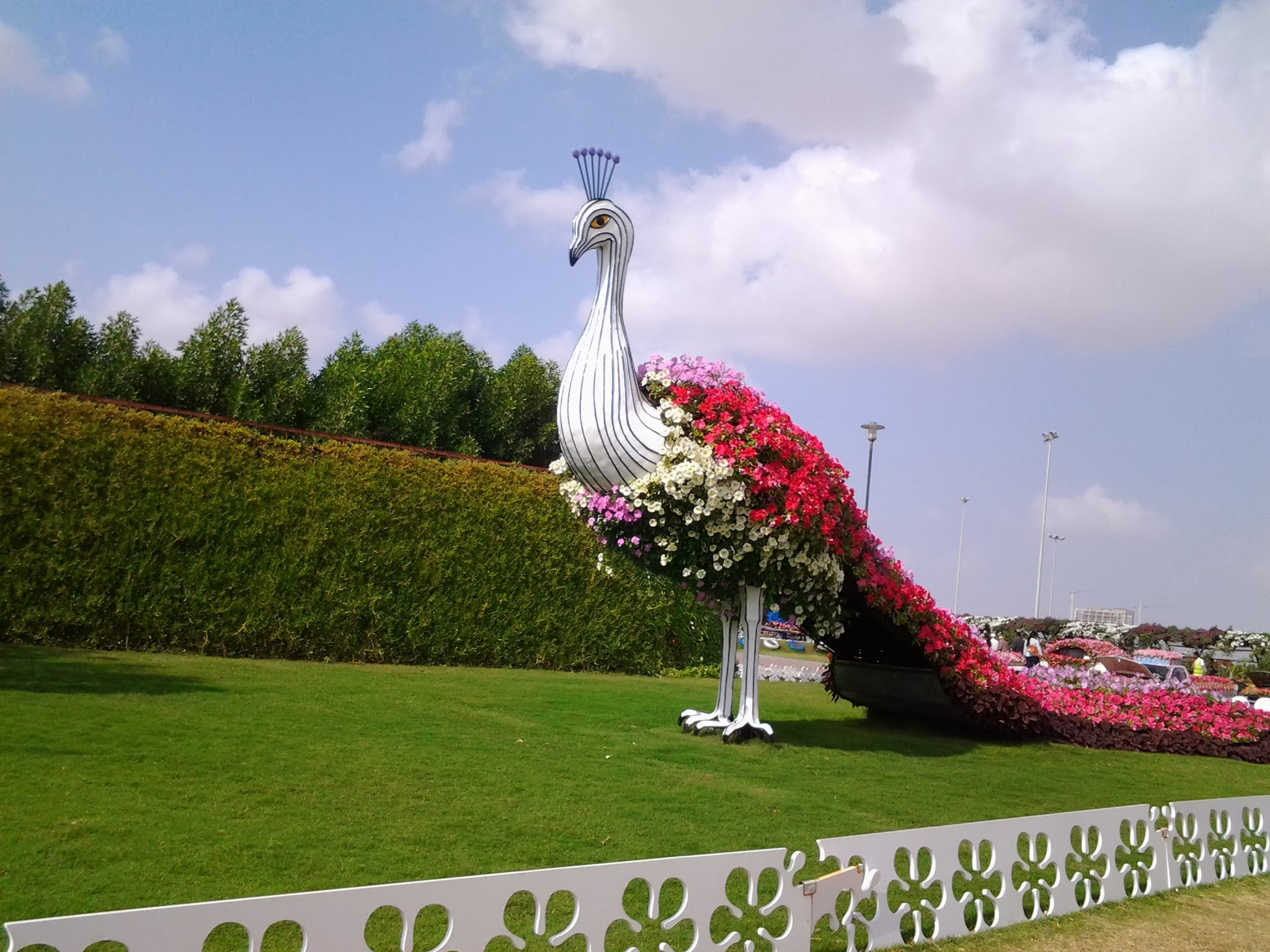

## وصلات خارجية
- الموقع الرسمي